# Cattolicesimo intransigente
Il cattolicesimo intransigente fu una linea di pensiero che si affermò in Italia nel XIX secolo nell'ambito del cattolicesimo. L'impostazione intransigente tenne unita la maggior parte del mondo cattolico italiano dal 1870 fino alla fine del secolo. La sua azione si distinse per la costruzione di una rete di opere sociali e di associazioni laicali distribuita su tutto il territorio nazionale.

## Storia

### Contesto d'origine
A cavallo fra fine del XVIII secolo e inizio del XIX secolo, in tutta Europa si era formato un fronte ideologico che rivendicava maggiori autonomie nazionali e chiedeva una minore presenza ecclesiastica nel potere temporale, a cui partecipavano portatori di ideologie illuministe, giacobine e gianseniste. L'episodio più noto fu il Sinodo di Pistoia voluto dal vescovo Scipione de' Ricci, contro cui nel 1794 fu emanata da papa Pio VI la bolla Auctorem Fidei.
Contro queste tesi l'intransigentismo cattolico italiano si sviluppa nella prima metà del XIX secolo attorno al pensiero di De Maistre  e degli scritti ultramontani del primo De Lamennais e proseguendo quanto scritto da mons. Giovanni Marchetti  e Bartolomeo Mauro Cappellari, cardinale associato al gruppo di cardinali detti "zelanti' e che, divenuto papa Gregorio XVI promulgherà le encicliche Mirari Vos (1832) contro l'introduzione di principi liberali nella Chiesa cattolica e la Singulari Nos contro le nuove posizioni liberali di Lamennais.
L'intransigentismo, molto radicato anche in Piemonte (si pensi all'«Amicizia Cattolica» di Torino), spingerà Silvio Pellico, che era stato in passato pro-rivoluzionario, a sconfessare dopo il 1830 le proprie battaglie giovanili in una lettera scritta a Karl Ludwig von Haller il 6 dicembre 1836; d'altro canto, in opposizione agli intransigenti Giuseppe Mazzini nel 1833 scrive "Pensieri ai preti italiani" in cui si richiama al riformismo religioso del vescovo Ricci, che peraltro era stato costretto ad abiurare nel 1799.

### Dal 1848 all'Unità d'Italia
Nel 1848, nei giorni in cui infuriava la Prima guerra d'indipendenza italiana papa Pio IX pronuncia il 29 aprile una celebre allocuzione: dichiara che lo Stato Pontificio non avrebbe partecipato al conflitto e quindi non si sarebbe unito agli altri Stati italiani contro l'impero austriaco, conseguentemente ordina il ritiro delle sue truppe ormai presenti sui campi di battaglia, una parte delle quali sotto il comando di Giovanni Durando non ubbidirà all'ordine e proseguirà la guerra contro le forze austriache. L'alleanza tra la Santa Sede ed il governo piemontese, sancita appena un anno prima dall'accordo preliminare su una Lega doganale subisce un arresto. 
In seguito alla decisione del pontefice, si accentua la divisione fra i cattolici italiani in due grandi aree:
- Gli intransigenti, che difendono il papa senza discussione;
- I “transigenti” o conciliatoristi, che ritengono invece che le prerogative del pontefice (specialmente il potere temporale) non siano più adeguate ai tempi, e che la Santa Sede debba necessariamente dialogare con l'Italia[5]. Tra essi, il gesuita Carlo Passaglia arrivò persino a promuovere una raccolta di firme per una petizione a Pio IX affinché favorisse l'unità d'Italia rinunciando al potere temporale.

Gli intransigenti sostengono che la sovranità temporale della Santa Sede sia indispensabile al libero esercizio dell'autorità apostolica. Pertanto concludono che non si possa essere fedeli contemporaneamente sia al Papa che al Regno d'Italia. 

Inoltre, ritengono che la società italiana, fondamentalmente cristiana, debba essere guidata dal magistero costante della Chiesa. A loro avviso, lo Stato italiano opprime la religione; essi reagiscono costruendo opere sociali che “proteggono” la fede e che permettono ai cattolici di vivere la loro spiritualità “protetti” dall'ostilità dello Stato.
Le prime associazioni di cattolici nate dopo la costituzione del Regno d'Italia sono fondate da intransigenti: nel 1865 nasce a Bologna l'«Associazione cattolico-italiana per la difesa della libertà della Chiesa in Italia». Il Programma fu pubblicato sul mensile bolognese «Il Conservatore» del dicembre di quell'anno. Il primo presidente fu Giulio Cesare Fangarezzi; il primo segretario fu Giambattista Casoni, che nel 1863 aveva partecipato al congresso di Malines (Belgio), dove si erano riuniti i rappresentanti dei movimenti cattolici europei. Un breve di Pio IX consacrò la nascita del sodalizio il 4 aprile 1866. Ad essa segue, due anni dopo (11 febbraio 1867), la «Società della Gioventù cattolica italiana», costituita anch'essa a Bologna. I fondatori furono Giovanni Acquaderni (primo presidente), Mario Fani e i fratelli Alfonso e Francesco Malvezzi. Pio IX approvò l'associazione il 2 maggio 1868 (breve Dum filii Belial).
In entrambi i casi si tratta di novità assolute, in quanto mai prima di allora: a) sono esistite associazioni di laici che si sono prefisse qualcosa di diverso rispetto alla preghiera e alle opere di carità; b) tali associazioni crescono e si sviluppano senz'alcuna protezione da parte dello Stato, che non appoggia alcuna religione. Anzi, con le leggi Siccardi, estese dopo l'unità d'Italia all'intero territorio nazionale, la politica religiosa dello Stato ha assunto, a loro dire, un carattere antiecclesiastico.

### Dopo Porta Pia
Dopo la Presa di Roma (20 settembre 1870) si pone il problema, soprattutto in termini istituzionali, della libertà e indipendenza del papa (la «Questione Romana»). La Breccia di Porta Pia compatta il movimento al suo interno. Prevale definitivamente l'opzione secondo cui la Chiesa non debba scendere a nessun compromesso con la "rivoluzione" e con lo Stato liberale. Protestare e aspettare è lo slogan degli intransigenti dopo la caduta del potere temporale, coniato dal cardinale Giacomo Antonelli.
1874 nasce l'Opera dei Congressi, una federazione di associazioni con il compito di coordinare tutto il movimento cattolico italiano, attraverso l'organizzazione di congressi annuali nazionali. Per tutta la sua durata (1874-1904), l'Opera viene guidata da cattolici intransigenti. Le figure a capo dell'Opera sono anche i leader del cattolicesimo intransigente italiano (tra parentesi gli anni di presidenza): 
- Giovanni Acquaderni, di Castel San Pietro dell'Emilia (1874-1878)
- Scipione Salviati, fiorentino (1878-1884)
- Marcello Venturoli, di Bologna (1884-1889)
- Giovanni Battista Paganuzzi, veneziano (1889-1902)
- Giovanni Grosoli, di Ferrara[12] (1902-1904)

Sulle questioni più dibattute del periodo, gli intransigenti assunsero le seguenti posizioni:
- Questione Romana: l'Opera è unita nella difesa del Papa “prigioniero in Vaticano”;
- Ai congressi dell'Opera si dibatte se partecipare o meno alla vita politica attiva nazionale. I “transigenti” sostengono che ciò sia utile, mentre gli intransigenti ribadiscono l'adesione al non expedit papale (astensione dalla partecipazione). Prevalgono questi ultimi, la cui posizione è sintetizzata da don Giacomo Margotti con la formula “né eletti né elettori”[13]. Fino alle elezioni del 1904, tale formula rimase l'espressione che sintetizzò l'azione politica dell'intransigentismo cattolico.[14]

Alla fine del secolo il movimento intransigentista contiene in sé tante e variegate sfumature ideologiche. Esistono anche differenze regionali: nella formazione del movimento recitano la parte principale i cattolici veneti e quelli bolognesi. Nel Mezzogiorno sono numerosi i legami con interessi legittimisti, assenti invece nel Settentrione del Paese. Il gruppo più numeroso dopo quello intransigente è rappresentato dai cristiano-sociali. Le due componenti si confrontano periodicamente negli appuntamenti annuali dell'Opera dei Congressi. Le figure più eminenti di quest'ala sono Stanislao Medolago e Giuseppe Toniolo.
I sostenitori della causa papale non sono compatti nell'astenersi dalle competizioni elettorali. Lo dimostra il fatto che liste di cattolici si presentano alle elezioni locali (specialmente quelle comunali) ottenendo significativi risultati, a Roma, Bergamo e Firenze.
Negli anni l'azione propagandistica effettuata dalle associazioni cattoliche aderenti all'Opera ha portato a significativi risultati. Al XV Congresso (Milano, 30 agosto – 3 settembre 1897), vengono diffusi i seguenti dati: 1830 nuovi comitati parrocchiali; 310 nuove Sezioni giovani; 160 nuove casse rurali; 223 nuove Società operaie; 33 periodici e 16 circoli universitari.

### Leone XIII e laRerum Novarum
Il 1891 è l'anno della pubblicazione della celeberrima enciclica di Leone XIII Rerum Novarum. Il documento esercita una profonda influenza su tutto il cattolicesimo italiano. I temi della giustizia sociale, nonché della responsabilità dei reggitori della cosa pubblica verso la popolazione, vengono affermati con forza dal pontefice. La Questione Romana e i rapporti tra Santa Sede e Stato italiano, pur se irrisolti, non sono più le uniche questioni che animano l'azione del movimento cattolico. Ferma restando la rivendicazione dell'indipendenza del pontefice, i cattolici intransigenti non rivendicano più il ripristino dello Stato Pontificio, respingendo la formula “trono e altare”, e si concentrano su un nuovo obiettivo:  “riconquistare a Cristo la società italiana”. Scopo principale dell'Opera dei Congressi diventa dunque la diffusione dell'apostolato cattolico nella società italiana, al fine di ricristianizzarla. I cattolici intransigenti promuovono la nascita di associazioni e di mezzi d'informazione.
A partire dal 1896 gli intransigenti si devono confrontare con una nuova componente del movimento cattolico: i democratico-cristiani. Sono guidati da don Romolo Murri, giovane sacerdote marchigiano che ha riunito molti studenti universitari.
Nel 1897 il governo invia alcune circolari ai prefetti con istruzioni per vigilare e ostacolare l'attività dei gruppi cattolici. Sono i primi provvedimenti dell'esecutivo italiano contro le organizzazioni cattoliche laicali. Probabilmente il governo ha ravvisato che la crescita delle associazioni guidate dall'Opera dei Congressi rappresenti una sfida, se non un pericolo, per lo stato liberale. Tali provvedimenti sono i prodromi della repressione che si verifica l'anno seguente.

### Risposta al socialismo
Il 1898 è un anno cruciale per tutto il movimento cattolico italiano. I moti di piazza di Milano dimostrano la “presa” delle idee socialiste sulle classi più povere; la repressione che ne segue colpisce socialisti e cattolici, accusati entrambi di anarchismo. Uno degli esponenti più noti del cattolicesimo intransigente, don Davide Albertario, viene tratto in arresto e condannato a tre anni di prigione. I provvedimenti del governo colpiscono le associazioni dell'Opera: vengono soppressi 4 comitati regionali, 70 comitati diocesani, 2 600 comitati parrocchiali, 600 sezioni giovanili e 5 circoli universitari. Molti giornali vengono chiusi.
I laici cattolici, di fronte all'aumentata forza dei socialisti, sono posti davanti al dilemma se allearsi con i liberali in funzione anti-socialista oppure se mantenere la posizione intransigente. Appare chiaro come il non expedit non possa durare, almeno non così com'è stato concepito originariamente. Prende piede la posizione teorizzata da don Davide Albertario come «preparazione nell'astensione», che viene preferita all'astensionismo rigido. Si portano ancora più avanti i democratico-cristiani, i quali si dichiarano favorevoli ad accordi elettorali coi liberali. È certo comunque che, all'interno del movimento cattolico, si è realizzata una svolta: la Questione romana e, in generale, i temi cari agli intransigenti perdono la loro centralità rispetto all'urgenza di organizzare una reazione all'avanzata socialista.

### Congresso di Bologna e tramonto dell'intransigentismo
Il tramonto dell'intransigentismo all'interno del movimento cattolico si verifica al Congresso di Bologna (1903), quando, nelle delibere prese dall'assise, la componente intransigente viene messa in minoranza dai cristiano-sociali e dai democratici cristiani. Le associazioni militanti che negli anni seguenti si faranno portavoce delle istanze dei cattolici nella società italiana sono:
- l'Unione Economico-Sociale;
- la Società della Gioventù;
- l'Unione Elettorale Cattolica.

## Associazioni laiche cattoliche
- Società della Gioventù Cattolica;
- Opera dei congressi e dei comitati cattolici;
- Unione Cattolica per gli Studi sociali;
- Società di San Vincenzo de' Paoli;
- Comitati parrocchiali (costituiti in tutta Italia).

## Giornali dell'intransigentismo cattolico
- A Torino: «L'Armonia» (4/7/1848-1878), diretta da don Giacomo Margotti, «L'Unità Cattolica» (quotidiano, 29 ottobre 1863-1929), fondata da don Margotti, «Il Corriere di Torino» (1877-1880) e «L'Italia Reale» (1/1/1893-1/11/1894), diretta da don Domenico Tinetti; nel 1886 Stefano Scala rifondò il «Corriere di Torino» con la nuova testata «Corriere Nazionale»; il 1º novembre 1894 assorbì «L'Italia Reale»: nacque «L'Italia Reale-Corriere Nazionale», che proseguì le pubblicazioni fino al 17 aprile 1913[22];
- A Genova: «Stendardo Cattolico» (1862-1874); «Il Cittadino» (1874-1928);
- In Veneto: «La libertà cattolica» (quotidiano, 30 maggio 1865-1866) diretta da Pietro Balan (1840-1893)[23], che la trasferirà a Napoli[24] dopo l'annessione del Veneto all'Italia; «Letture cattoliche» (14/4/1864 - giugno 1866), di Giuseppe Sacchetti (1845-1906), Alessio De Besi (1842-1893) e Antonio Baschirotto (1842-1920)[25]. La rivista cessò le pubblicazioni con l'inizio della guerra tra Italia ed Austria; «Veneto cattolico», fondato da Giovanni Maria Berengo (1867-1883), dal 1884 diventerà «La Difesa» (scheda Archiviato il 22 luglio 2015 in Internet Archive.); uscirà fino al 1917, «La Riscossa» (1890-1915);
- A Brescia: «L'Osservatore lombardo» (trisettimanale, 1861-1863, primo giornale cattolico lombardo)[26], fondato da don Pietro Chiaf e don Demetrio Carminati; sarà continuato nel gennaio 1864 da «L'Osservatore Cattolico» a Milano;
- A Milano: «L'Osservatore Cattolico» (2/1/1864 - settembre 1907). Direttori: Giuseppe Marinoni (superiore del seminario delle missioni estere) e Felice Vittadini (sacerdote degli Oblati). Nell'agosto 1864 entrò come redattore Enrico Massara, diventandone poco tempo dopo direttore. Nel luglio 1869 don Davide Albertario cominciò la propria collaborazione. L'Osservatore dell'Albertario si adoperò in difesa delle prerogative della Santa Sede. A Milano don Albertario fondò anche, nel gennaio 1873, il mensile «La Scuola Cattolica», dedicato a docenti e studenti di temi teologico-scientifici[27].
- A Mantova: «Il Vessillo cattolico» (1872-1876);
- A Modena: «Opuscoli Religiosi Letterarj e Morali» diretti da Bartolomeo Veratti, uscirono dal 1857 per una trentina d'anni; «Il Difensore» (3 gennaio 1860 - 30 marzo 1867), seguito da «Il Diritto cattolico» (1867-1911);
- A Bologna: «L'Osservatore bolognese» (settimanale, 9/4/1858 - 10/6/1859), «L'Eco delle Romagne» (quotidiano, 5/2/1861 - 30/12/1863); «Il Contemporaneo» (mensile, 1862-1865), «Il Conservatore» (gennaio 1863 - maggio 1866), fondato da Marcellino Venturoli e Giovanni Acquaderni; «Il Patriota cattolico» (quotidiano che prosegue l'esperienza dell'«Eco», 31/1/1864 - 15/5/1866); «L'Ancora» (2/5/1868 - 30/4/1879), fondato da Alfonso Rubbiani, Giambattista Casoni e Ugo Flandoli. Altri giornali dell'intransigentismo furono: «L'Unione» (24/12/1878 - 31 /10/1896), seguita da «L'Avvenire» dall'1/11/1896[28].
- A Roma: «Civiltà Cattolica». Fondata nel 1850 dai Gesuiti a Napoli (Roma era occupata). Per tutta la seconda metà del XIX secolo la «Civiltà Cattolica» fu l'interprete più autorevole delle ragioni della protesta intransigente[29]; «L'Osservatore Romano» (dal 1º luglio 1861 ad oggi); «L'Imparziale di Roma cattolica» (dal 18 ottobre 1870)[30]; «La Stella» (dal 7 novembre 1870)[31]; «La Frusta» (20 novembre 1870-1876)[32]; «Il Buon Senso» (dal 10 dicembre 1870)[33][34], continuato da «La Voce della Verità» (8 aprile 1871-1904), diretta da Francesco Naldi[35];
- A Napoli: «La libertà cattolica» (trasferita da Venezia, 15 febbraio 1867 - post 1897), diretta dall'abate Girolamo Milone per dieci anni (1867-1877), cui successe il fratello Cristoforo[36], «La Discussione» (1873-1906).

Argomenti principali della pubblicistica intransigentista furono: critica del "naturalismo politico" ("il potere non deriva più da Dio", "una società perfetta può esistere nei puri elementi di natura"), opposizione integrale alla rivoluzione liberale, astensione elettorale come forma di denuncia di un vizio di consenso nella formazione della volontà materiale del nuovo Stato, difesa del concetto cattolico di autorità.